# Il tempo che ci vuole
Il tempo che ci vuole è un film del 2024 scritto e diretto da Francesca Comencini.

## Trama
Durante il periodo degli anni di piombo, caratterizzato da lotte politiche e sociali, un padre e una figlia condividono la passione per il cinema. Il padre è un personaggio importante e impegnato: Luigi Comencini, celebre regista cinematografico e televisivo. La figlia è la terzogenita Francesca, alla quale il padre sente di dover regalare «il tempo che ci vuole» per aiutarla a uscire dai suoi problemi di tossicodipendenza. Presa coscienza dei problemi della figlia, decide di portarla via a Parigi e di starle vicino notte e giorno per tenerla lontana dal suo ambiente e per affrontare con lei, con la sola forza dell'affetto, l'astinenza dalla droga. 
Quando Francesca si sarà liberata dalla schiavitù, comincia a lavorare con suo padre e, decisa a diventare a sua volta regista, gli comunica che il suo primo film sarà un film sulle trascorse vicissitudini di dipendenza dalla droga. Il padre non condivide la scelta di sua figlia e di troppi giovani registi di girare film autobiografici, concentrati su vicende personali, le augura il successo ma le annuncia che non andrà a vedere questo film, salvo lasciarsi prendere dalla commozione quando vedrà Francesca in tv ritirare il premio all'opera prima.

## Distribuzione
È stato presentato fuori concorso in anteprima all'81ª Mostra internazionale d'arte cinematografica di Venezia il 7 settembre 2024 e distribuito nelle sale cinematografiche dal 26 settembre.

## Accoglienza

### Incassi
Il film ha incassato 1004213 €.

### Critica
Sul sito specializzato Sentieri Selvaggi, Carlo Valeri ha assegnato al film 4,5 stelle su 5, affermando che «la storia del rapporto tra l’autrice e il padre Luigi è un film sincero e bellissimo, che ci consegna una cineasta in stato di grazia, capace di plasmare la creazione artistica con il vissuto».

## Riconoscimenti
- 2025 – David di Donatello
  - Candidatura al miglior film
  - Candidatura al miglior regista a Francesca Comencini
  - Candidatura alla migliore sceneggiatura originale a Francesca Comencini
  - Candidatura alla migliore attrice protagonista a Romana Maggiora Vergano
  - Candidatura al miglior attore protagonista a Fabrizio Gifuni
  - Candidatura al premio David Giovani
- 2025 – Nastro d’argento[8]
  - Miglior film
  - Migliore sceneggiatura a Francesca Comencini
  - Migliore attore protagonista a Fabrizio Gifuni
  - Migliore attrice protagonista a Romana Maggiora Vergano
  - Miglior casting director a Laura Lenghi e Sara Labidi
  - Candidatura al miglior regista a Francesca Comencini
  - Candidatura alla migliore scenografia a Paola Comencini
  - Candidatura ai migliori costumi a Daria Calvelli
  - Candidatura al migliore montaggio a Francesca Calvelli e Stefano Mariotti
  - Candidatura alla migliore colonna sonora a Fabio Capogrosso